# Diana Borgwardt
Diana Simone Borgwardt (* 22. März 1966 in Berlin) ist eine deutsche Synchronsprecherin.

## Karriere
Borgwardt war in Filmen und Serien wie Lady Oscar, Dragon Ball Z, Aladdin und in Girlfriends zu hören. Sie ist bekannt als deutsche Stimme von Jennifer Lien und Jenna Elfman. Die Disney-Figur Minnie Maus wird in den neuen Cartoons und Filmen von ihr gesprochen. Sie war bisher in über 900 Sprechrollen aktiv.

## Sprechrollen (Auswahl)
Miki Itō
- 1993: Dragon Ball Z – Die Geschichte von Trunks als C 18
- 1994: Dragon Ball Z – Angriff der Bio–Kämpfer als C 18
- 2001–2002: Dragon Ball Z als C 18
- 2015: Dragonball Z: Kampf der Götter als C 18
- 2015: Dragonball Z: Resurrection ‚F‘ als C 18
- 2015: Dragon Ball Z Kai als C 18
- 2022: Dragon Ball Super: Super Hero als C 18

Russi Taylor
- 1999–2000: Neue Micky Maus Geschichten als Minnie Maus
- 1999: Mickys fröhliche Weihnachten als Minnie Maus
- 2001–2004: Mickys Clubhaus als Minnie Maus
- 2004: Micky, Donald, Goofy – Die drei Musketiere als Minnie Maus
- 2004: Mickys turbulente Weihnachtszeit  als Minnie Maus
- 2006–2016: Micky Maus Wunderhaus als Minnie Maus

Molly Ringwald
- 1994: Stephen Kings The Stand – Das letzte Gefecht als Frannie Goldsmith
- 2018: The Kissing Booth als Mrs. Flynn
- 2020: The Kissing Booth 2 als Mrs. Flynn
- 2021: The Kissing Booth 3 als Mrs. Flynn

Jenna Elfman
- 1999–2003: Dharma & Greg als Dharma Finkelstein
- 2013: Dating Alex als Alex Rose
- 2018–2023: Fear the Walking Dead als June

### Filme
- 1995: Showgirls – Elizabeth Berkley als Nomi Malone
- 1996: Twister – Jami Gertz als Dr. Melissa Reeves
- 1997: Good Will Hunting – Der gute Will Hunting – Rachel Majorowski als Krystyn
- 1998: Shakespeare in Love – Sandra Reinton als Rosaline
- 1998: Auf immer und ewig – Megan Dodds als Marguerite de Ghent
- 1999: Palmer’s Pickup – Ein abgefahrener Trip – Adrienne Stout–Coppola als Normalene
- 2000: Oh! My Goddess: Der Film – Yumi Tōma als Urd
- 2002: Der Pianist – Ruth Platt als Janina
- 2003: Barbie in Schwanensee – Maggie Wheeler als Odile
- 2006: Paris, je t’aime – Aïssa Maïga als Sophie
- 2011: Grave Encounters – Ashleigh Gryzko als Sasha Parker
- 2011: Haruka und der Zauberspiegel – Miyuki Sawashiro als Teo
- 2016: Die Weihnachtsstory – Lori Loughlin als Kate Harper
- 2020: The Big Ugly – Joelle Carter als Tomi
- 2020: Stand by Me Doraemon 2 – Wasabi Mizuta als Doraemon
- 2025: The Rose of Versailles – Miyuki Sawashiro als Oscar François de Jarjayes

### Serien
- 1987–1990: DuckTales – Neues aus Entenhausen – Miriam Flynn als Gandra Dee
- 1991–1992: Twin Peaks – Lara Flynn Boyle als Donna Hayward
- 1992–1998: Golden Boy – Sakiko Tamagawa als Reiko Terayama
- 1993: Das Mädchen von der Farm – Hitomi Oikawa als Katolie
- 1993: Wunderbare Pollyanna – Mitsuko Horie als Pollyanna
- 1994: Lady Oscar – Die Rose von Versailles – Reiko Tajima als Oscar François de Jarjayes
- 1994–1995: Aladdin – Linda Larkin als Jasmin
- 1996–1998: Star Trek: Raumschiff Voyager – Jennifer Lien als Kes
- 2000–2010: Practice – Die Anwälte – LisaGay Hamilton als Rebecca Washington
- 2001–2004: Die Wochenend–Kids – Grey DeLisle als Lor Macquarrie
- 2002–2004: He-Man and the Masters of the Universe – Lisa-Ann Beley als Teela
- 2003: Card Captor Sakura – Aya Hisakawa als Kero–chan
- 2004–2006, 2013–2014: LazyTown – Sarah Burgess und Aymee Garcia als Trixie
- 2005–2009: Girlfriends – Tracee Ellis Ross als Joan Carol Clayton
- 2006: Ghost Whisperer – Stimmen aus dem Jenseits – Kat Sawyer als Priesterin
- 2006: Ghost Whisperer – Stimmen aus dem Jenseits – Gillian Iliana Waters als Partygast
- 2006–2007: Grenadier – Mami Kosuge als Touka Kurenai
- 2007: Magister Negi Magi – Yuki Matsuoka als Evangeline A.K. McDowell
- 2008: Guardian of the Spirit – Mabuki Andō als Balsa
- 2008–2009, 2012: Dr. House – Anne Dudek als Dr. Amber Volakis
- 2009: Ghost Whisperer – Stimmen aus dem Jenseits – Kellie Martin als Cally O’Keefe
- 2009: True Blood – Lynn Collins als Dawn Green
- 2009: Dexter – Julie Ann Emery als Fiona Camp
- 2009–2011: The Big Bang Theory – Sara Gilbert als Leslie Winkle
- 2010: Ghost Whisperer – Stimmen aus dem Jenseits – Rebecca McFarland als Joan
- 2010: Samurai Girls – Aoi Yûki als Juubee Yagyuu
- 2010–2011: The L Word – Wenn Frauen Frauen lieben – Clementine Ford als Molly Kroll
- 2011: Desperate Housewives – Amy Pietz als Madeline
- 2012, 2015: Mia and me – Abenteuer in Centopia – Norma Dell’Agnese als Generälin Gargona
- 2013–2017: Rogue – Sarah Carter als Harper Deakins
- 2015: Forever – Alana de la Garza als Jo Martinez
- 2015–2018: Sense8 – Jamie Clayton als Nomi Marks
- 2015–2020: The Walking Dead – Danai Gurira als Michonne
- 2016–2018: MARS – Clémentine Poidatz als Amelie Durand
- 2016–2020: Fuller House – Candace Cameron Bure als D.J. Tanner-Fuller
- 2018: Lost in Space – Verschollen zwischen fremden Welten – Molly Parker als Maureen Robinson
- 2018–2019: Deep State – Anastasia Griffith als Amanda Jones
- 2018–2020: She-Ra und die Rebellen-Prinzessinnen – Sandra Oh als Castaspella
- 2020: Navy CIS: New Orleans – Michelle Bonilla als Rosa Ortiz
- 2022: Heartstopper – Olivia Colman als Sarah Nelson

## Hörspiele
- seit 2007: Abseits der Wege als Myrell und Introsprecherin